# Stora Örsjön (Gustav Adolfs socken, Värmland)
Stora Örsjön är en sjö i Hagfors kommun i Värmland och ingår i Göta älvs huvudavrinningsområde. Sjön är 14 meter djup, har en yta på 1,4 kvadratkilometer och befinner sig 304 meter över havet. Vid provfiske har abborre, gädda och mört fångats i sjön.

## Delavrinningsområde
Stora Örsjön ingår i det delavrinningsområde (665144-139315) som SMHI kallar för Utloppet av Stora Örsjön. Medelhöjden är 326 meter över havet och ytan är 7,24 kvadratkilometer. Det finns ett avrinningsområde uppströms, och räknas det in blir den ackumulerade arean 14,76 kvadratkilometer. Vattendraget som avvattnar avrinningsområdet har biflödesordning 4, vilket innebär att vattnet flödar genom totalt 4 vattendrag innan det når havet efter 396 kilometer. Avrinningsområdet består mestadels av skog (62 procent). Avrinningsområdet har 1,39 kvadratkilometer vattenytor vilket ger det en sjöprocent på 19,2 procent.